# Bastianchich Mátyás
Bastianchich Mátyás, Matej Bastiančič (1600? – Bécs?) jezsuita tanár.

## Élete
Bölcselet- és hittudor, jezsuita, teológiai tanár volt Nagyszombatban (1638) és a főiskola kancellárja 1639-ben; előbb a bécsi egyetemen a teológia tanára, utóbb 1643–1646. között a teológiai kar dékánja volt. 

## Munkája
- Oliva pacis. Viennae, 1650